# Atlit Yam
Atlit Yam es un antiguo poblado neolítico sumergido frente a la costa de Atlit (Israel). Se ha calculado que tiene entre 8900 y 8300 años de antigüedad. Entre las características de este yacimiento de tres hectáreas se encuentra un círculo de piedras.

## Historia
Atlit-Yam constituye la prueba más antigua conocida de un sistema de subsistencia agro-pastoral-marino en la costa levantina. El yacimiento de Atlit-Yam tiene una antigüedad de entre 8900 y 8300 años (fechas calibradas) y pertenece al último periodo de Neolítico precerámico B. Actualmente se encuentra entre 8 y 12 m por debajo del nivel del mar en el Mediterráneo, en la bahía de Atlit, en la desembocadura del río Oren, en la costa del monte Carmelo. Cubre una superficie de unos 40 000 metros cuadrados (9,9 acres).
Las excavaciones submarinas han descubierto casas rectangulares y un pozo. El yacimiento quedó cubierto por la subida del nivel del mar tras el final de la última Edad de Hielo. Se supone que la línea costera contemporánea se encontraba aproximadamente a 1 km  al oeste de la costa actual. Las pilas de pescado listas para el comercio o el almacenamiento han llevado a los científicos a concluir que el poblado fue abandonado repentinamente. Un estudio italiano dirigido por Maria Pareschi, del Instituto Nacional Italiano de Geofísica y Vulcanología de Pisa, indica que un colapso volcánico del flanco oriental del Etna hace 8500 años habría provocado probablemente un tsunami de 10 pisos de altura (40 m) que habría engullido algunas ciudades costeras del Mediterráneo en cuestión de horas. Algunos científicos señalan el aparente abandono de Atlit Yam por la misma época como una prueba más de que, efectivamente, se produjo un tsunami de este tipo.

## Hallazgos arqueológicos

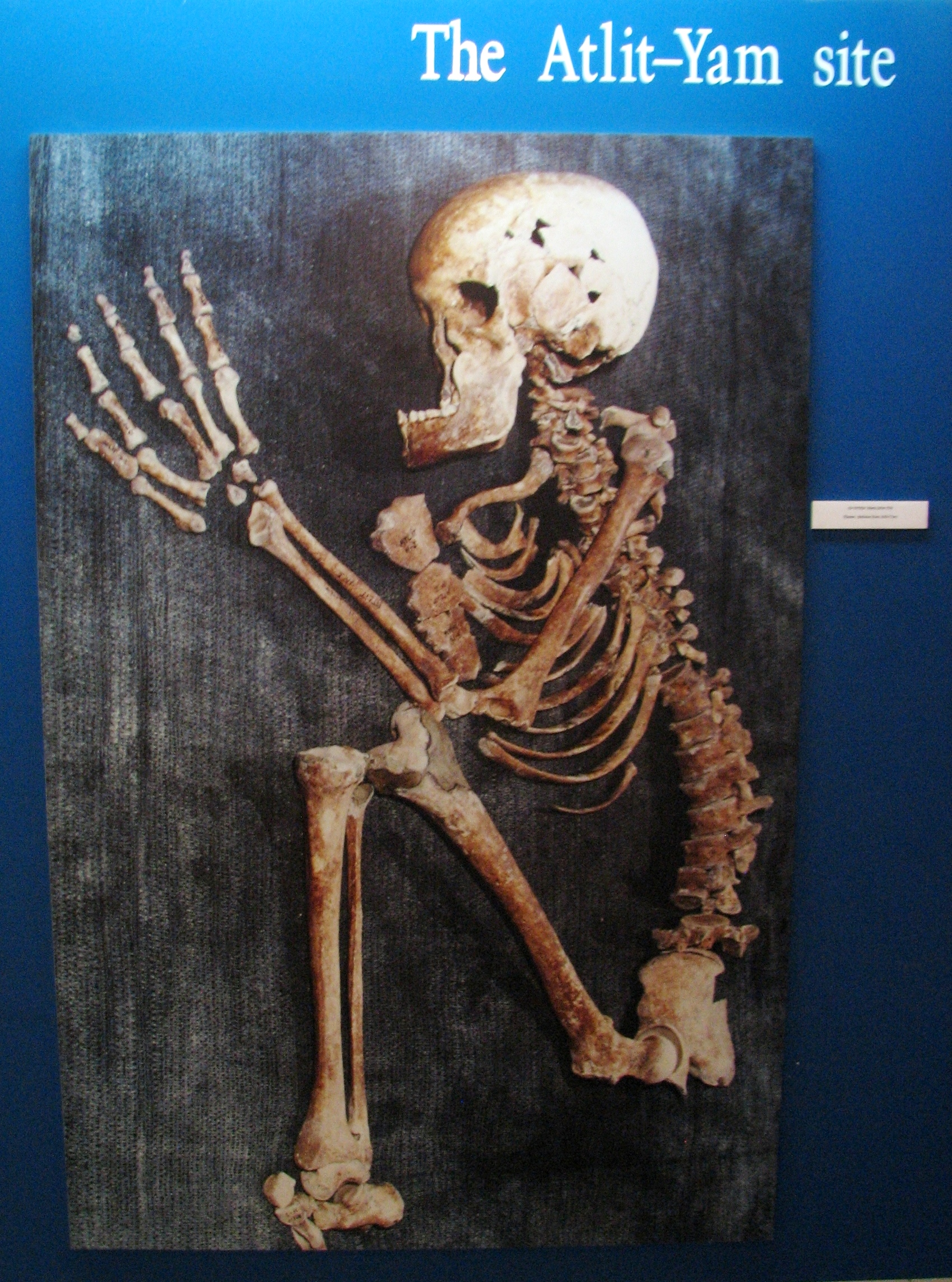
Esqueleto humano en posición flexionada, descubierto en Atlit Yam.

En la costa del Carmelo se han encontrado asentamientos sumergidos y restos de naufragios desde 1960, a raíz de la explotación de canteras de arena a gran escala. En 1984, el arqueólogo marítimo Ehud Galili descubrió restos antiguos mientras inspeccionaba la zona en busca de pecios  y halló restos de casas rectangulares y hogares. También se halló un pozo que actualmente se encuentra a 10,5 m por debajo del nivel del mar, construido con paredes de piedra seca, con un diámetro de 1,5 m y una profundidad de 5,5 m más abajo. El relleno contenía sílex, artefactos de piedra molida y hueso, y huesos de animales en dos capas separadas. La capa superior contenía huesos de animales parcialmente articulados que, presumiblemente, fueron arrojados después de que el pozo dejara de utilizarse. Otras estructuras redondas del yacimiento también podrían ser pozos. Galili cree que el agua de los pozos se contaminó gradualmente con agua de mar, lo que obligó a los habitantes a abandonar sus hogares.
Se ha encontrado un semicírculo de piedra que contiene siete megalitos de 600 kg. Las piedras tienen marcas de cazoleta y anillos tallados y están dispuestas alrededor de un manantial de agua dulce, lo que sugiere que pudieron utilizarse para un ritual con agua.
Se han descubierto diez enterramientos flexionados, tanto en el interior de las casas como en sus inmediaciones. Los esqueletos de una mujer y un niño, hallados en 2008, han revelado los primeros casos conocidos de tuberculosis. Anzuelos de hueso y pilas de espinas de pescado listas para el comercio o el almacenamiento apuntan a la importancia de los recursos marinos.Se cree que los hombres buceaban en busca de marisco, ya que se han encontrado cuatro esqueletos con daños en las orejas, probablemente causados por bucear en aguas frías. Se han encontrado estelas de piedra antropomorfas. La lítica incluye puntas de flecha, hojas de hoz y hachas.
La Universidad de Haifa realizó una excavación el 1 de octubre de 1987. El 4 de octubre se descubrió bajo 10 m de agua un enterramiento humano completo, en excelente estado de conservación, con el esqueleto orientado en posición flexionada y tumbado sobre su costado derecho. La posterior datación por carbono del material vegetal recuperado del enterramiento situó la antigüedad del yacimiento en 8000, +-200, años.
También se han conservado huesos de animales y restos vegetales. Los huesos de animales proceden principalmente de especies silvestres. Los vegetales incluyen semillas de uva silvestre, amapola y alcaravea. Los gorgojos de los graneros indican la presencia de grano almacenado. El análisis del polen y los restos de plantas acuáticas indican la presencia local de pantanos.

## Datación por radiocarbono
El asentamiento ha sido datado por tres fechas de datación por radiocarbono de ramas sumergidas:
| N.º de laboratorio | a. C. | fecha (aprox.)  | desviación |
| ------------------ | ----- | --------------- | ---------- |
| RT-2477/8          | 7605  | 6460 a. C.      | 55         |
| RT-2479            | 7460  | 6270–6390 a. C. | 55         |
| RT-2489            | 7880  | 6660–6700 a. C. | 55         |